# Tropidion igneicolle
Tropidion igneicolle är en skalbaggsart som först beskrevs av Martins 1962.  Tropidion igneicolle ingår i släktet Tropidion och familjen långhorningar. Inga underarter finns listade i Catalogue of Life.